# Vaksdal
Vaksdal é uma comuna da Noruega, com 738 km² de área e 4 154 habitantes (censo de 2005). 